# Muscicapa olivascens
El papamoscas oliváceo (Muscicapa olivascens) es una especie de ave paseriforme de la familia Muscicapidae propia de África Occidental y Central.